# 맞춤못

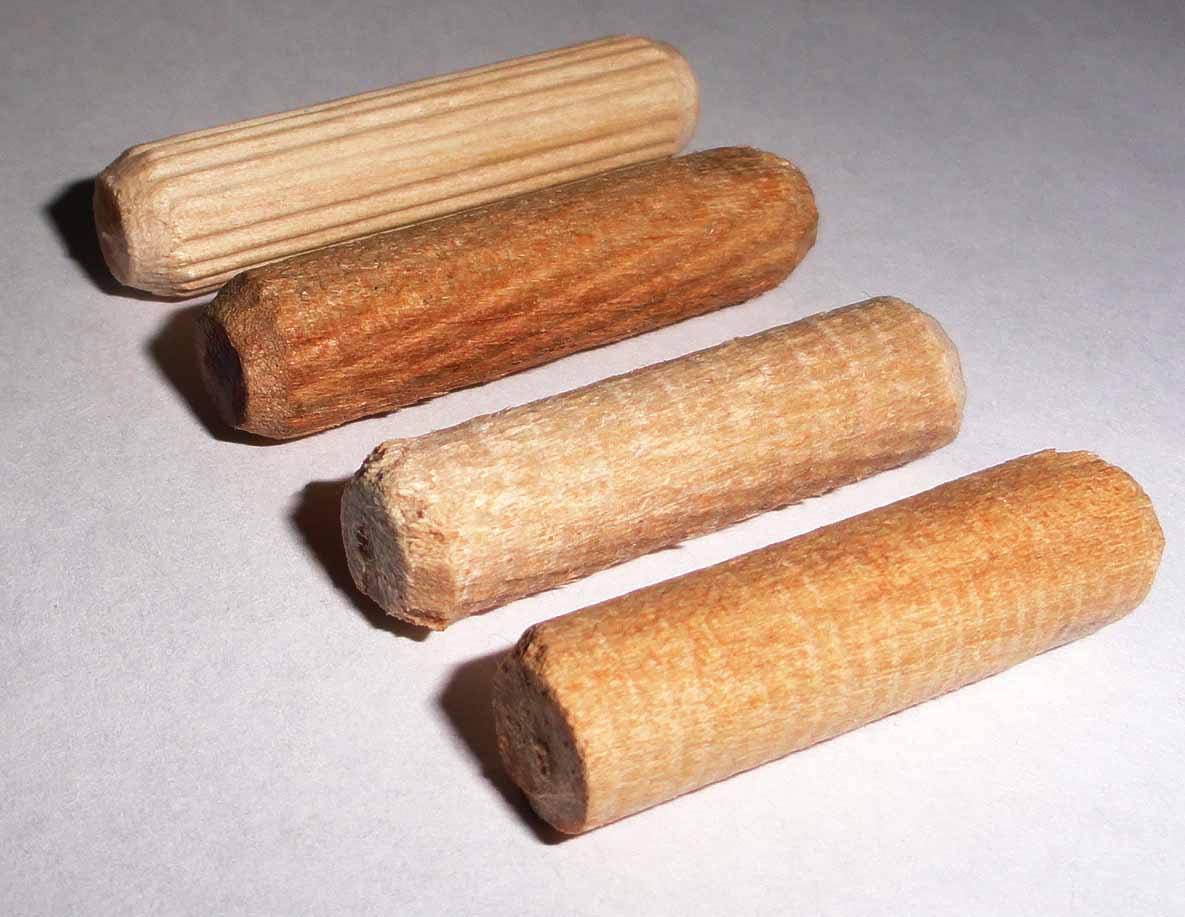
나무 맞춤못

맞춤못은 서로 다른 부품을 잇기 위해 쓰는 원기둥 모양의 못을 말한다. 주로 나무로 만들며, 금속이나 플라스틱제도 있다. 장부촉(-鏃), 뒤벨(dübel), 다보(ダボ)라고도 하며, 특히 나무로 된 것은 목심(木心), 목봉(木棒), 나무못으로도 부른다.